# كولن إدوين
كولن إدوين (بالإنجليزية: Colin Edwin)‏ هو عازف باس أسترالي، ولد في 2 يوليو 1970 في ملبورن في أستراليا.

## وصلات خارجية
- كولن إدوين على موقع ميوزك برينز (الإنجليزية)
- كولن إدوين على موقع أول ميوزيك (الإنجليزية)
- كولن إدوين على موقع ديسكوغز (الإنجليزية)